# 八鶴湖
八鶴湖（はっかくこ、はっかっこ）は、千葉県東金市にある徳川家康が東金御殿を築造の際に池を広げて造られた御殿池（人造湖）。「小西湖」の美称を持つ。
周囲には約300本の桜が植えられており、桜の名所として春には「東金桜まつり」が実施される。湖の畔に所在する八鶴亭（旧八鶴館）は、明治期創業の老舗旅館で北原白秋や伊藤左千夫ら多くの文人墨客が訪れ、現存する建物の一部が国の登録有形文化財に登録されている。

## 概要

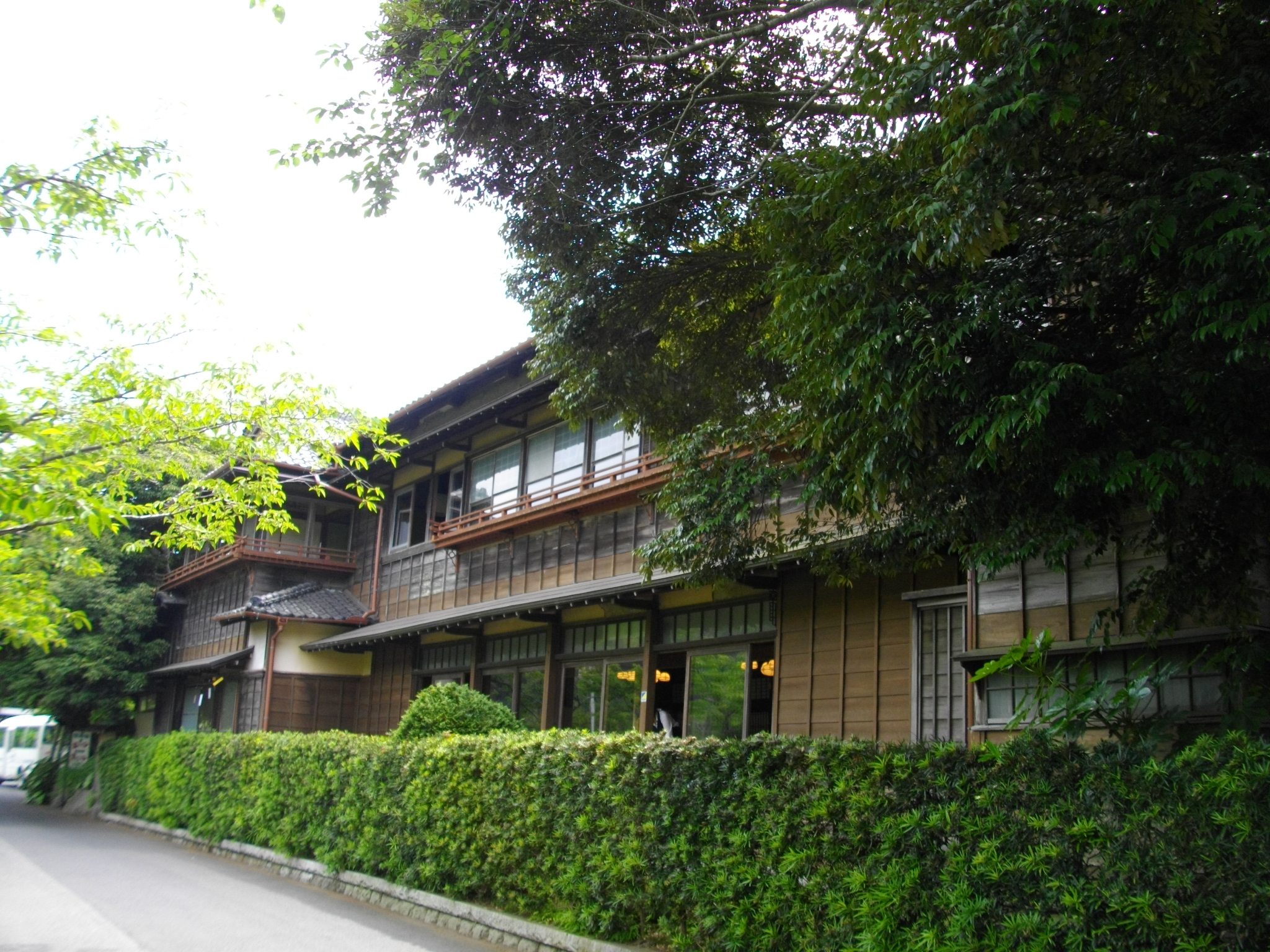
八鶴亭（国の登録有形文化財）

千葉県東金市のJR東日本「東金駅」の西側から約500m程、東金市の中心部に位置する。面積は3.4haで周囲約800m。
湖畔にはツツジ、ハナショウブ、アジサイなど四季折々の花が咲き、4月上旬には湖畔周囲約300本の桜（ソメイヨシノ）が開花する。
1614年（慶長19年）に徳川家康が土井利勝に命じて造成した宿泊所「東金御殿」（現：千葉県立東金高等学校敷地内）を築造の際に、御殿からの眺望をよくするために中心にあった池を広げ、「谷池」「御殿池」「八鶴池（やつるいけ）」と呼ぶようになり現在の八鶴湖が誕生したとされている。
桜の開花に合わせて「東金桜まつり」が開催され、花火大会、桜花茶会、撮影会などの様々なイベントが行われ大勢の花見客でにぎわう。また、8月下旬から9月上旬ごろには、東金商工会議所青年部主催の「八鶴湖ボートカップ」が開催される。池の北東側の高台に、昼間には九十九里浜まで見渡すことのできる山王台公園があり、夜景や、正月には初日の出、春には花見客や夜桜見物でにぎわう。
湖の畔に所在する八鶴亭（旧八鶴館）は、明治期創業の老舗旅館で北原白秋や伊藤左千夫ら多くの文人墨客が訪れ、現存する多くの建物は大正から昭和初期に建てられ、本館、新館、宿泊館、浴室棟、ビリヤード棟の5棟が国の登録有形文化財に登録されている。
東金御殿の跡地は千葉県立東金高等学校になっており、千葉県立千葉女子高等学校に続いて設立された千葉県で2つめの県立高等女学校であり、100年以上の歴史がある。

## 地理
東金市のほぼ中央、東金市東金に位置し、面積3.4ヘクタール、周囲約800メートルほどであり、「湖」というよりは「池」に近い。南東側（市の中心街側）を除く三方は、「鴇ヶ峰（ときがみね）」と呼ばれる小高い丘に囲まれており、市の中心街より少し高くなっている。西側は、湖に向かって陸続きにせり出しており、「弁天島」とよばれている。また、市の中心街からほど近く、最寄りの東金線東金駅や東金市役所まで徒歩で約10分の距離にある。

## 歴史
江戸時代初期の東金の地は江戸からほど近いため、将軍家の鷹狩場として東金駅西側の丘陵地に本格的な鷹狩御殿（宿泊所）の整備が計画される。南側を除く三方を山林として鴇ヶ峰（ときがみね）の丘陵に囲まれ、鉢形の盆地の中心には「とき池」という小さな池があった。
1614年（慶長19年）に徳川家康が土井利勝に命じて造成した東金御成街道終点 の宿泊所「東金御殿」（現：千葉県立東金高等学校敷地内）を築造の際に、御殿からの眺望をよくするために中心にあった池を広げ、「谷池」「御殿池」「八鶴池（やつるいけ）」と呼ぶようになり人々に親しまれた。もともとは谷池等とよばれていたものを、幕末の詩人、遠山雲如によって八鶴の字が与えられ、後に現在の「八鶴湖」という名前になったと伝承されている。
周辺の山々の樹木が湖西に影を落とす光景が中国の西湖を連想させるため、遠山雲如や梁川星巌によって「小西湖」と称されることもある。
東岸に上総七里法華の中心寺院であった最福寺、西岸には戦国時代、東金城主酒井定隆の菩提寺となっている本漸寺の古刹がある。

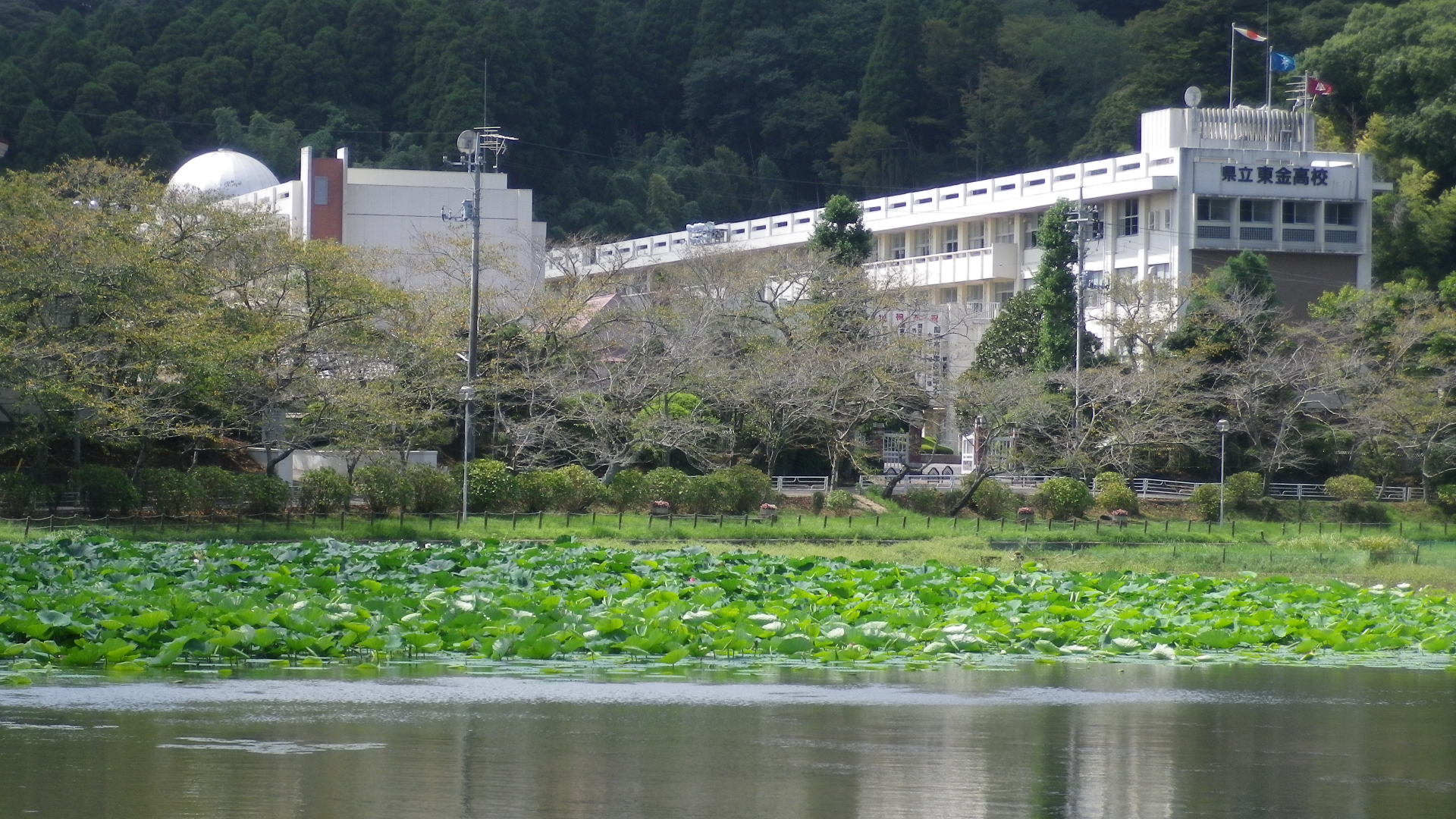
東金御殿跡（千葉県立東金高等学校）
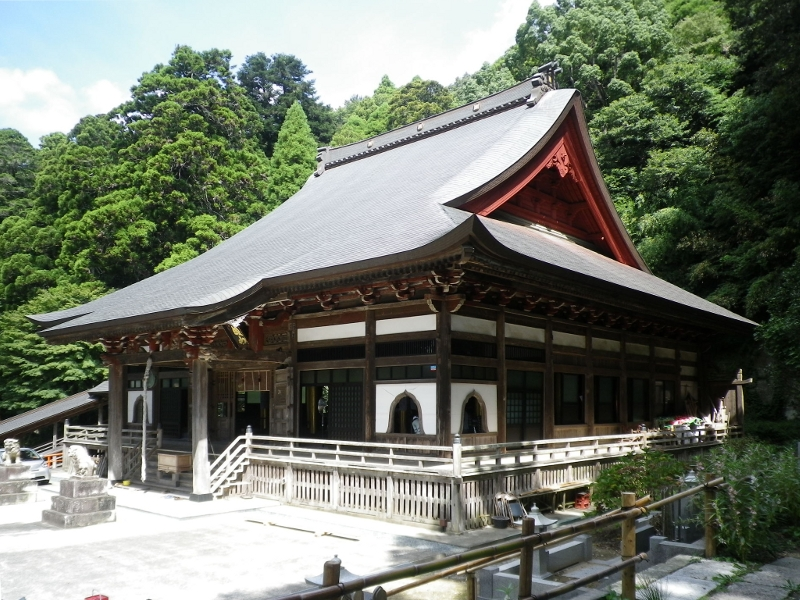
最福寺（東岸）
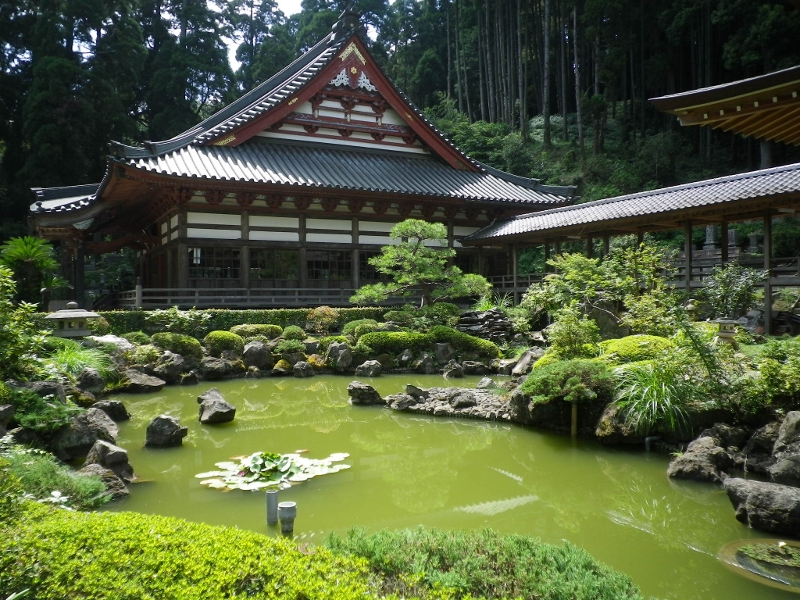
本漸寺（西岸）

## 施設情報

### 基本情報
| 施設名         | 八鶴湖                       |
| 所在地         | 千葉県東金市東金1415         |
| 定休日/休業日  | 無休                         |
| 駐車場         | あり                         |
| 施設オプション | ペット同伴可、トイレ設備あり |

## 交通

### 公共交通機関

#### 鉄道
- JR東日本「東金駅」より約8分
  -  東金線（外房線・京葉線直通）

#### 路線バス
- ちばフラワーバス
  - 「千葉線」：千葉駅東口 - 鶴沢小学校 - 加曽利 - 大草 - 北谷津ゴルフ乗馬クラブ入口 - 宮田 - 中野操車場 - 八鶴湖入口 - 東金駅入口 - 家の子 - 成東駅
  - 「千葉線」：千葉駅東口 - 宮田 - 中野操車場 - 東千葉メディカルセンター - 八鶴湖入口 - 東金駅入口 - 成東駅（平日日中のみ）

#### 高速バス
- 京成バス・ちばフラワーバス
- 「シーサイドライナー」：浜松町バスターミナル - 東京駅八重洲口1番のりば ⇔ 八鶴湖入口 - 東金駅入口 - 田間中央公園 - 成東車庫
- 「フラワーライナー」：千葉駅 ⇔ 八鶴湖入口 - 東金駅入口 - 成東車庫（千葉東金道路経由）
- 「フラワーライナー」：千葉駅 ⇔ 東千葉メディカルセンター - 八鶴湖入口 - 東金駅入口 - 成東車庫（千葉東金道路経由）

### 自動車

#### 高速道路
- NEXCO東日本・千葉県道路公社 東金IC（東金JCT）
  - 首都圏中央連絡自動車道
  - 千葉東金道路
  - 九十九里有料道路

#### 一般道路
千葉県道119号東金源線沿い

#### 駐車場
- 駐車場有（無料）